# Мечислав Ягельський
Мечислав Зигмунт Ягельський (пол. Mieczysław Zygmunt Jagielski; 12 січня 1924, Коломия — 27 лютого 1997, Варшава) — польський комуністичний політик й економіст, член політбюро ЦК ПОРП у 1971—1981 роках, віцепрем'єр ПНР у 1970—1981 роках. Опікувався сільськогосподарською, потім загальноекономічною політикою ПОРП. 31 серпня 1980 року підписав з боку уряду Гданську угоду з Міжзаводським комітетом страйкарів, що означало легалізацію першої з кінця 1940-х незалежної профспілки Східної Європи. Вважався представником помірно-компромісної лінії, намагався уникнути конфронтації з рухом «Солідарність».

## Партійно-державна кар'єра
Народився у сім'ї селянина-одноосібника, працював у сімейному господарстві. У 1944 році вступив у комуністичну ПРП, з 1948 року — член ПОРП. Закінчив Варшавську школу економіки та Вищу школу суспільних наук при ЦК ПОРП. Спочатку спеціалізувався на партійному управлінні сільським господарством.
У 1946—1949 роках Ягельський перебував у керівництві прокомуністичної селянської асоціації, у 1950—1953 роках — у Центральній раді державних сільськогосподарських підприємств. У 1953—1956 роках — начальник сільськогосподарського відділу ЦК ПОРП. Ягельський був провідником політики одержавлення сільського господарства, провал якої був фактично визнаний восени 1956 року, при поверненні до влади Владислава Гомулки. Більшість держгоспів і примусових кооперативів розпалися, Польща повернулася до приватного селянського господарювання.
У 1957—1959 роках Ягельський — заступник міністра сільського господарства, у 1959—1970 роках — міністр сільського господарства ПНР. З 1959 року — член ЦК ПОРП. У 1970 році призначено заступником голови Ради міністрів ПНР. Депутат сейму ПНР у 1957—1985 роках.
Найбільший кар'єрний підйом Мечислава Ягельського припав на період правління Едварда Герека. У 1971 році Ягельського введено до складу політбюро ЦК ПОРП. Одночасно він очолив Планову комісію при Раді міністрів (аналог Держплану СРСР) й обіймав цю посаду до 1975 року. Залишив цю посаду через серцевий напад. Він також представляв ПНР у РЕВ. У першій половині 1970-х років Ягельський розглядався як один з керівників економічної політики ПОРП.

## Гданські переговори серпня 1980 року
З 1 липня 1980 року уряд ПНР здійснив підвищення цін на продовольство. Це призвело до повсюдного спалаху робітничих хвилювань. Найбільшого масштабу липневі протести набули у Любліні. Ягельського направлено до Любліна на чолі повноважної комісії для врегулювання ситуації. Однак його дії сприяли лише тимчасовому затишшю.
У серпні 1980 року хвиля страйків охопила всю країну. Центр страйкового руху утворився у Тримісто, у Гданську сформовано Міжзаводський комітет страйкарів. Спочатку на місце подій прибув член політбюро віцепрем'єр Тадеуш Пика. Він спробував зайняти жорстку позицію, оголошував страйк незаконним, фактично погрожував силовим придушенням. Це різко загострило і так вкрай напружену ситуацію. Пику негайно відкликано та незабаром знято з усіх посад. Замість нього урядову делегацію на переговорах зі страйкарями очолив Мечислав Ягельський.

Ягельський прибув до Гданська 21 серпня. Спочатку він спробував у дещо пом'якшеній формі продовжити лінію Пики. Два дні віцепрем'єр затягував початок переговорів. Однак переконавшись у розмаху руху, 23 серпня перейшов від погроз до маневрів.
Він щиро зневажав цю масу людей. Він відчував перед ними страх і водночас огиду. Уявіть собі, як принизливо було для нього приїхати сюди з Варшави та сісти за один стіл із робітниками… Люди оточили автобус, стукали по склу, кричали. А ті, бліді, тремтіли від страху.

Клеменс Гнех, директор Гданської корабельні у 1980 році
Спочатку Ягельський намагався обійти 21 вимогу Міжзаводського комітету страйкарів. Він заперечував створення незалежних профспілок, покликаючись, що у ПНР «вже існують 23 профоб'єднання». Проте вже 26 серпня Ягельський обіцяв страйкарям законодавчо затвердити право на страйк. Результатом переговорів стала підписана 31 серпня 1980 року Гданська угода, яка легалізувала Солідарність — першу з кінця 1940-х років незалежну профспілку Східної Європи.
Позиція, зайнята Ягельським на переговорах у Гданську, відобразила зміни, які відбулися у Польщі за десятиліття. Про військове придушення робітничих протестів, як у грудні 1970 року під керівництвом Зенона Клишка, вже не було мови (при цьому у 1970 році розв'язання питання доручено ідеологу Клишку, а у 1980 році — економісту Ягельському).
Ягельський згадував, що переніс у ті дні гостру серцеву аритмію. Він визнавав, що був оточений загальною ворожістю робітників. Фотографія, зроблена після підписання Гданських угод, зняла насилу стримувану тривогу Ягельського на тлі переможної посмішки Леха Валенси.

## Криза й усунення
З осені 1980 року до весни 1981 року Мечислав Ягельський продовжував контакти з «Солідарністю». У січні 1981 року уряд ПНР оголосив режим економії та взяв назад обіцянку вихідних субот. Це призвело до спалаху страйкової боротьби. Підсумком важких переговорів Ягельського з Валенсою став компроміс: вихідними оголошувалися дві суботи на місяць. «Солідарності» обіцявся також доступ до державного телебачення. Однак плоди домовленостей зведено нанівець Бидгощською провокацією, яка викликала загальнонаціональний страйк 27 березня 1981 року.
У лютому 1981 року Мечислава Ягельського призначено головою урядового комітету з економіки. У квітні провів переговори з президентом Франції Валері Жискаром д'Естеном, зумівши отримати від Парижа кредит у 800 мільйонів доларів. Тоді ж Ягельському вдалося домовитися з віцепрезидентом США Джорджем Бушем-старшим (майбутнім президентом) і держсекретарем Александером Гейґом про постачання Польщі 50 тисяч тонн олії та сухого молока. Також велися переговори про реструктуризацію польського боргу США.
Компромісна позиція Ягельського викликала різке невдоволення «партійного бетону» — секретаря ЦК з ідеології Ольшовського, члена політбюро Грабського, керівника держбезпеки Стахури, партійного куратора держбезпеки Мілевського. У червні 1981 року — переддень IX з'їзду ПОРП, але з якого з політбюро виведено Грабського, але введено Мілевського — Ягельського, покликаючись на стан здоров'я, поставив питання про свій вихід з політбюро і Радміну. 31 липня 1981 року Ягельського знято з посади віцепрем'єра — формально через «нездатність підготувати програму виходу з економічної кризи». Тоді ж виведено з політбюро та ЦК.
Хоча до 1985 року він залишався депутатом сейму, політична діяльність Мечислава Ягельського фактично припинилася. Керівництво ПОРП схилялося до силової конфронтації з «Солідарністю», і лінія Ягельського не була потрібна у цьому контексті.

## Смерть й оцінки
В останні роки існування ПНР і перші роки Третьої Речі Посполитої Мечислав Ягельський вів приватне життя пенсіонера. Помер від серцевого нападу у віці 73 років. Похований на цвинтарі Військові Повонзки.
Лех Валенса відгукнувся про нього як про «людину, яка завжди прислухалася до аргументів, це відрізняло його від інших польських політиків 1980 року». Мечислав Ягельський сприймається у польському суспільстві дещо менш негативно, ніж інші керівники ПОРП і ПНР. Однак особливості його політики зумовлено не принциповими установками, а відносно адекватним розумінням співвідношення сил, отриманих на Гданській корабельні у серпні 1980 року. Лейтмотивом його політики вважається фраза: Musimy wyrazić zgodę («Ми повинні погодитися»).